# Lista celor mai bine vândute console de jocuri video

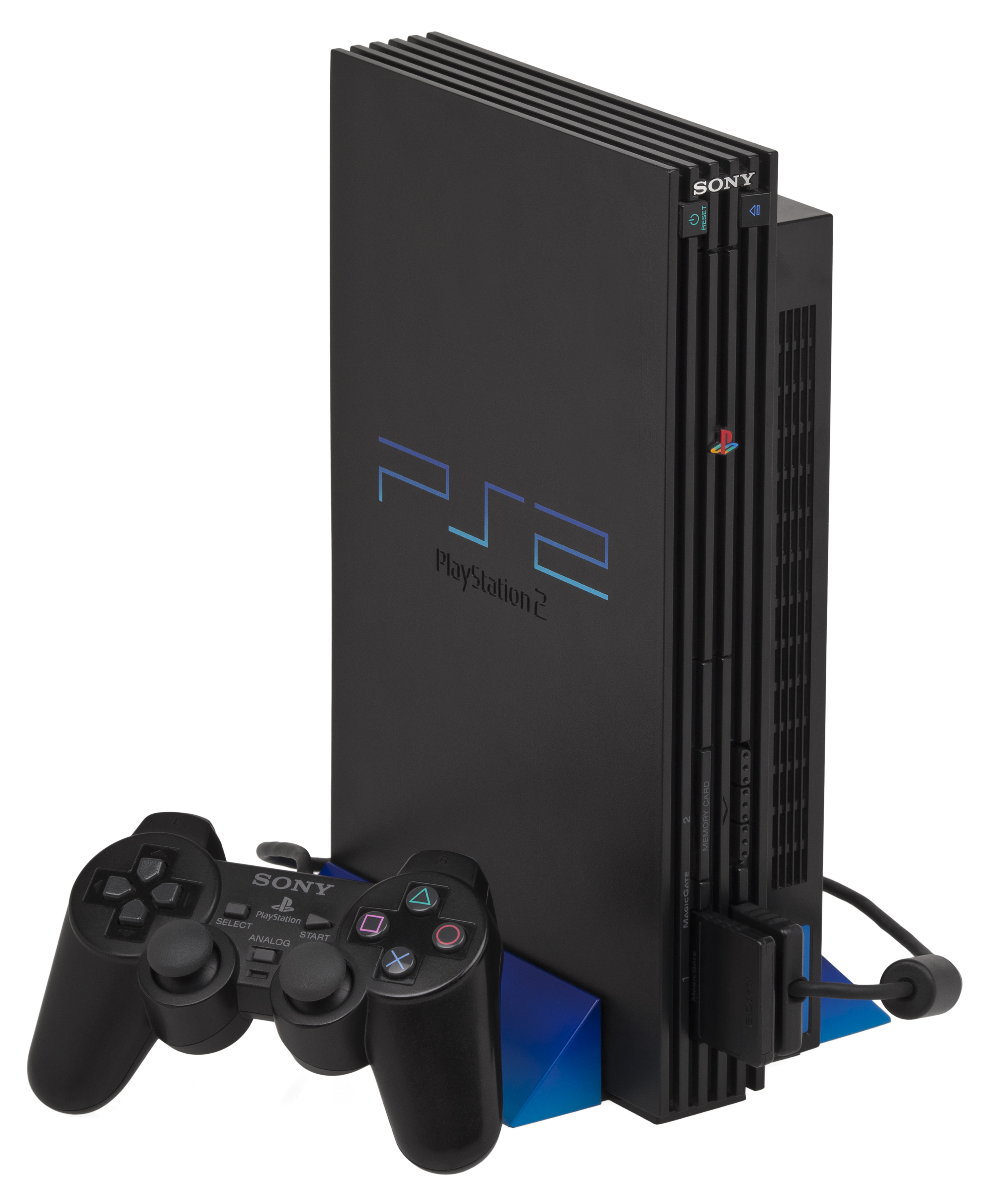
PlayStation 2 este cea mai bine vândută consolă de jocuri video din toate timpurile, cu peste 155 de milioane de console la nivel mondial.

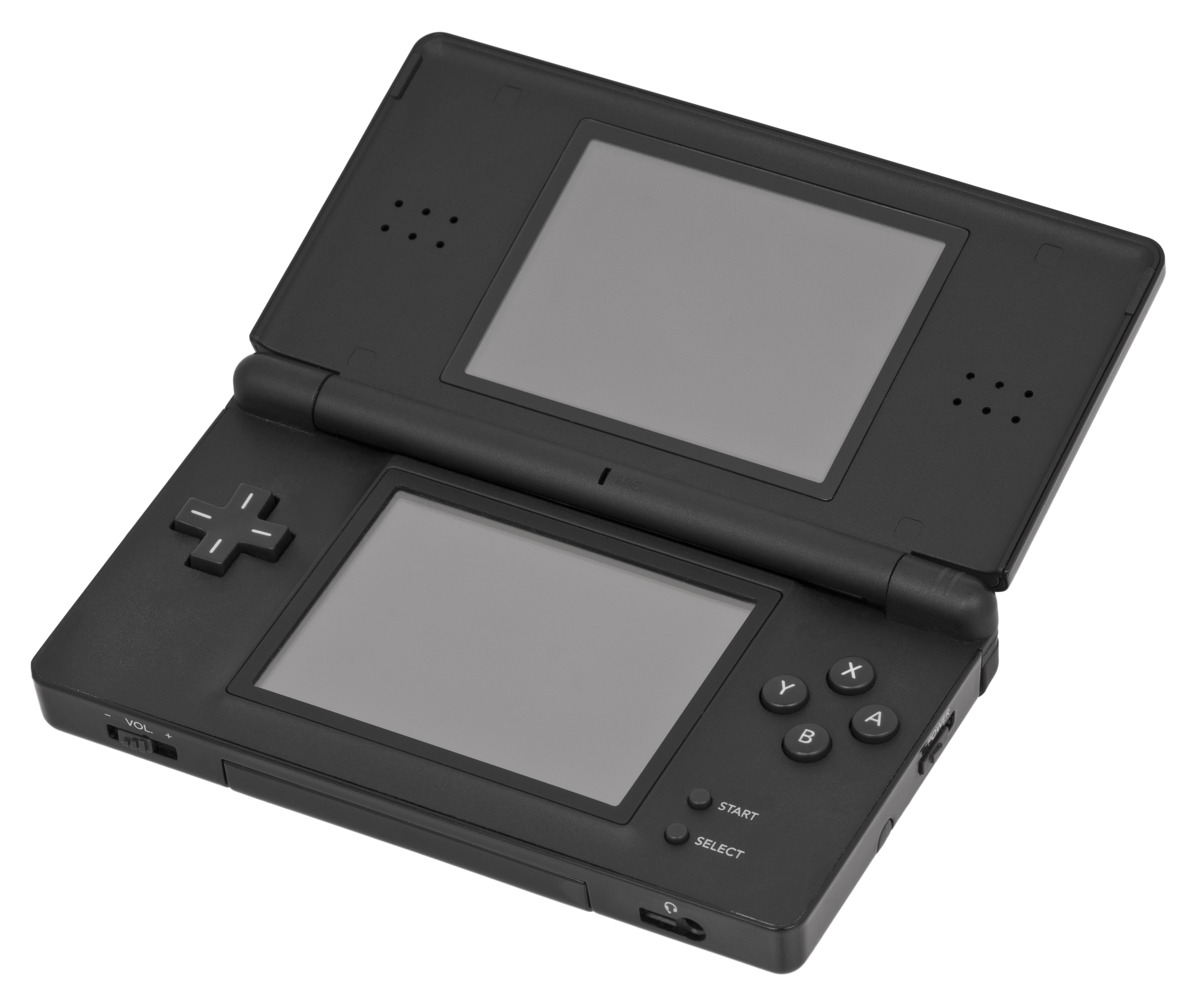
Nintendo DS este cea mai bine vândută consolă portabilă de jocuri, fiind aproape de PS2 cu 154 de milioane de unități vândute la nivel mondial.

Această listă cuprinde console de jocuri video și console portabile care s-au vândut în peste un milion de unități.

## La nivel mondial

### Console de jocuri video (inclusiv portabile)
| Producător       | Platformă                              | Lansare      | Unități vândute |
| ---------------- | -------------------------------------- | ------------ | --------------- |
| Sony             | PlayStation 2                          | 2000         | 155 milioane    |
| Nintendo         | Nintendo DS                            | 2004         | 153,93 milioane |
| Nintendo         | Game Boy și Game Boy Color             | 1989 și 1998 | 118,69 milioane |
| Sony             | PlayStation                            | 1994         | 102,49 milioane |
| Nintendo         | Wii                                    | 2006         | 100,04 milioane |
| Nintendo         | Game Boy Advance                       | 2001         | 81,51 milioane  |
| Microsoft        | Xbox 360                               | 2005         | 78,2 milioane   |
| Sony             | PlayStation 3                          | 2006         | 78 milioane     |
| Sony             | PlayStation Portable                   | 2004         | 76,3 milioane   |
| Nintendo         | Nintendo Entertainment System          | 1983         | 61,91 milioane  |
| Nintendo         | Super Nintendo Entertainment System    | 1990         | 49,10 milioane  |
| Atari            | Atari 2600                             | 1977         | 40 milioane     |
| Sega             | Genesis (Mega Drive)                   | 1988         | 29-35 milioane  |
| Nintendo         | Nintendo 64                            | 1996         | 32,93 milioane  |
| Nintendo         | Nintendo 3DS                           | 2011         | 32,48 milioane  |
| Microsoft        | Xbox                                   | 2001         | 24 milioane     |
| Nintendo         | GameCube                               | 2001         | 21,74 milioane  |
| Sega             | SG-1000 / Master System                | 1983         | 10–13 milioane  |
| Sega             | Game Gear                              | 1990         | 11 milioane     |
| Sega             | Dreamcast                              | 1998         | 10,6 milioane   |
| NEC              | TurboGrafx-16                          | 1987         | 10 milioane     |
| Sega             | Saturn                                 | 1994         | 9,5 milioane    |
| Sega             | Mega-CD                                | 1991         | 6 milioane      |
| Nintendo         | Famicom Disk System                    | 1986         | 4,5 milioane    |
| Atari            | Atari 7800                             | 1986         | 3,77 milioane   |
| Nintendo         | Wii U                                  | 2012         | 3,61 milioane   |
| Nintendo         | Color TV Game                          | 1977         | 3 milioane      |
| Mattel           | Intellivision                          | 1980         | 3 milioane      |
| Coleco           | Mini-Arcade                            | 1982         | 3 milioane      |
| Nokia            | N-Gage                                 | 2003         | 3 milioane      |
| Sony             | PlayStation Vita                       | 2011         | 2,2 milioane    |
| Coleco           | ColecoVision                           | 1982         | 2 milioane      |
| Magnavox/Philips | Magnavox Odyssey²                      | 1978         | 2 milioane      |
| Panasonic        | 3DO Interactive Multiplayer            | 1993         | 2 milioane      |
| SNK              | Neo Geo Pocket și Neo Geo Pocket Color | 1998 și 1999 | 2 milioane      |
| NEC              | TurboExpress                           | 1990         | 1.5 milioane    |
| Coleco           | Telstar                                | 1976         | 1 milioane      |
| Sega             | Nomad                                  | 1995         | 1 milioane      |

### Console de jocuri video
| Producător       | Platformă                           | Lansare | Unități vândute |
| ---------------- | ----------------------------------- | ------- | --------------- |
| Sony             | PlayStation 2                       | 2000    | 155 milioane    |
| Sony             | PlayStation                         | 1994    | 102.49 milioane |
| Nintendo         | Wii                                 | 2006    | 100.04 milioane |
| Microsoft        | Xbox 360                            | 2005    | 78.2 milioane   |
| Sony             | PlayStation 3                       | 2006    | 78 milioane     |
| Nintendo         | Nintendo Entertainment System       | 1983    | 61.91 milioane  |
| Nintendo         | Super Nintendo Entertainment System | 1990    | 49.10 milioane  |
| Sega             | Genesis                             | 1988    | 29-35 milioane  |
| Nintendo         | Nintendo 64                         | 1996    | 32.93 milioane  |
| Atari            | Atari 2600                          | 1977    | 30 milioane     |
| Microsoft        | Xbox                                | 2001    | 24 milioane     |
| Nintendo         | GameCube                            | 2001    | 21.74 milioane  |
| Sega             | SG-1000/Master System               | 1985    | 10–13 milioane  |
| Sega             | Dreamcast                           | 1998    | 10.6 milioane   |
| NEC              | TurboGrafx-16                       | 1987    | 10 milioane     |
| Sega             | Saturn                              | 1994    | 9.5 milioane    |
| Sega             | Mega-CD                             | 1991    | 6 milioane      |
| Atari            | Atari 7800                          | 1986    | 3.77 milioane   |
| Nintendo         | Wii U                               | 2012    | 3.61 milioane   |
| Nintendo         | Color TV Game                       | 1977    | 3 milioane      |
| Mattel           | Intellivision                       | 1980    | 3 milioane      |
| Panasonic        | 3DO Interactive Multiplayer         | 1993    | 2 milioane      |
| Magnavox/Philips | Magnavox Odyssey²                   | 1978    | 2 milioane      |
| Coleco           | ColecoVision                        | 1982    | 2 milioane      |
| Coleco           | Telstar                             | 1976    | 1 milioane      |

### Console portabile de jocuri video
| Producător | Platformă                              | Lansare      | Unități vândute |
| ---------- | -------------------------------------- | ------------ | --------------- |
| Nintendo   | Nintendo DS                            | 2004         | 153,93 milioane |
| Nintendo   | Game Boy and Game Boy Color            | 1989 și 1998 | 118,69 milioane |
| Nintendo   | Game Boy Advance                       | 2001         | 81,51 milioane  |
| Sony       | PlayStation Portable                   | 2004         | 76,3 milioane   |
| Nintendo   | Game & Watch                           | 1980 — 1991  | 43,4 milioane   |
| Nintendo   | Nintendo 3DS                           | 2011         | 32,48 milioane  |
| Sega       | Game Gear                              | 1990         | 11 milioane     |
| Nokia      | N-Gage                                 | 2003         | 3 milioane      |
| Sony       | PlayStation Vita                       | 2011         | 2,2 milioane    |
| SNK        | Neo Geo Pocket și Neo Geo Pocket Color | 1998 și 1999 | 2 milioane      |
| NEC        | TurboExpress                           | 1990         | 1,5 milioane    |
| Sega       | Nomad                                  | 1995         | 1 milioane      |

### Producător

#### Atari
| Platformă  | Lansare | Unități vândute |         |
| Console    | Console | Console         | Console |
| ---------- | ------- | --------------- | ------- |
| Atari 2600 | 1977    | 40 milioane     |         |
| Atari 7800 | 1986    | 3.77 milioane   |         |

#### Coleco
| Platformă    | Lansare | Unități vândute |         |
| Console      | Console | Console         | Console |
| ------------ | ------- | --------------- | ------- |
| Telstar      | 1976    | 1 milioane      |         |
| ColecoVision | 1982    | 2 milioane      |         |

#### Mattel
| Platformă     | Lansare | Unități vândute |         |
| Console       | Console | Console         | Console |
| ------------- | ------- | --------------- | ------- |
| Intellivision | 1980    | 3 milioane      |         |

#### Microsoft
| Platformă | Lansare | Unități vândute |         |
| Console   | Console | Console         | Console |
| --------- | ------- | --------------- | ------- |
| Xbox      | 2001    | 24 milioane     |         |
| Xbox 360  | 2005    | 78.2 milioane   |         |

#### NEC
| Platformă         | Lansare | Unități vândute |         |
| Console           | Console | Console         | Console |
| ----------------- | ------- | --------------- | ------- |
| TurboGrafx-16     | 1987    | 10 milioane     |         |
| Console portabile |         |                 |         |
| TurboExpress      | 1990    | 1.5 milioane    |         |

#### Nintendo
| Platformă                                                       | Lansare      | Unități vândute |         |
| Console                                                         | Console      | Console         | Console |
| --------------------------------------------------------------- | ------------ | --------------- | ------- |
| Color TV Game                                                   | 1977         | 3 milioane      |         |
| Nintendo Entertainment System                                   | 1983         | 61.91 milioane  |         |
| Super Nintendo Entertainment System                             | 1990         | 49.10 milioane  |         |
| Nintendo 64                                                     | 1996         | 32.93 milioane  |         |
| GameCube                                                        | 2001         | 21.74 milioane  |         |
| Wii                                                             | 2006         | 100.04 milioane |         |
| Wii U                                                           | 2012         | 3.61 milioane   |         |
| Add-on-uri                                                      |              |                 |         |
| Famicom Disk System                                             | 1986         | 4.5 milioane    |         |
| Portabile                                                       |              |                 |         |
| Game Boy și Game Boy Color                                      | 1989 și 1998 | 118.69 milioane |         |
| Game Boy Advance (statisticile includ GBA SP și Game Boy Micro) | 2001         | 81.51 milioane  |         |
| Game Boy Advance SP                                             | 2003         | 43.57 milioane  |         |
| Game Boy Micro                                                  | 2005         | 2.5 milioane    |         |
| Nintendo DS                                                     | 2004         | 153.93 milioane |         |
| Nintendo DS Lite                                                | 2006         | 93.85 milioane  |         |
| Nintendo DSi                                                    | 2008         | 28.38 milioane  |         |
| Nintendo DSi XL                                                 | 2009         | 12.91 milioane  |         |
| Nintendo 3DS                                                    | 2011         | 32.48 milioane  |         |
| Nintendo 3DS XL                                                 | 2012         | 8.77 milioane   |         |

#### Nokia
| Platformă         | Lansare           | Unități vândute   |                   |
| Console portabile | Console portabile | Console portabile | Console portabile |
| ----------------- | ----------------- | ----------------- | ----------------- |
| N-Gage            | 2003              | 3 milioane        |                   |

#### Panasonic
| Platformă                   | Lansare | Unități vândute |         |
| Console                     | Console | Console         | Console |
| --------------------------- | ------- | --------------- | ------- |
| 3DO Interactive Multiplayer | 1993    | 2 milioane      |         |

#### Sega
| Platformă         | Lansare | Unități vândute |         |
| Console           | Console | Console         | Console |
| ----------------- | ------- | --------------- | ------- |
| Master System     | 1985    | 10–13 milioane  |         |
| Genesis           | 1988    | 29-35 milioane  |         |
| Saturn            | 1994    | 9.5 milioane    |         |
| Dreamcast         | 1998    | 10.6 milioane   |         |
| Add-on-uri        |         |                 |         |
| Mega-CD           | 1991    | 6 milioane      |         |
| Console portabile |         |                 |         |
| Game Gear         | 1990    | 11 milioane     |         |
| Nomad             | 1995    | 1 milioane      |         |

#### SNK
| Platformă                           | Lansare           | Unități vândute   |                   |
| Console portabile                   | Console portabile | Console portabile | Console portabile |
| ----------------------------------- | ----------------- | ----------------- | ----------------- |
| Neo Geo Pocket/Neo Geo Pocket Color | 1998 și 1999      | 2 milioane        |                   |

#### Sony
| Platformă            | Lansare | Unități vândute        |         |
| Console              | Console | Console                | Console |
| -------------------- | ------- | ---------------------- | ------- |
| PlayStation          | 1994    | 102.49 milioane        |         |
| PlayStation 2        | 2000    | 155 milioane           |         |
| PlayStation 3        | 2006    | 80.4 milioaneFormat:Fv |         |
| Console portabile    |         |                        |         |
| PlayStation Portable | 2004    | 76.3 milioane          |         |
| PlayStation Vita     | 2011    | 2.2 milioane           |         |

## Regiuni

### Americas
Statistici provenite de la Nintendo pentru America de Sud:
| Producător | Consolă                             | Lansat             | Unități vândute |
| ---------- | ----------------------------------- | ------------------ | --------------- |
| Nintendo   | Nintendo DS                         | 21 noiembrie 2004  | 59.91 milioane  |
| Nintendo   | Nintendo Wii                        | 19 noiembrie 2006  | 47.85 milioane  |
| Nintendo   | Game Boy și Game Boy Color          | August 1989        | 44.06 milioane  |
| Nintendo   | Game Boy Advance                    | 11 unie 2001       | 41.64 milioane  |
| Nintendo   | Nintendo Entertainment System       | 18 octombrie 1985  | 34.00 milioane  |
| Nintendo   | Super Nintendo Entertainment System | 23 august 1991     | 23.35 milioane  |
| Nintendo   | Nintendo 64                         | 29 septembrie 1996 | 20.63 milioane  |
| Nintendo   | GameCube                            | 18 noiembrie 2001  | 12.94 milioane  |
| Nintendo   | Nintendo 3DS                        | 27 martie 2011     | 10.62 milioane  |
| Nintendo   | Nintendo Wii U                      | 18 noiembrie 2012  | 1.58 milioane   |

#### America de Nord
| Producător | Console       | Released          | Units sold     |
| ---------- | ------------- | ----------------- | -------------- |
| Sony       | PlayStation 2 | 26 octombrie 2000 | 47.68 milioane |
| Sony       | PlayStation   | 9 septembrie 1995 | 40.78 milioane |

##### Canada
Statistici provenite de la NPD Group, din 1 august 2008:
| Producător | Console       | Lansare            | Console vândute |
| ---------- | ------------- | ------------------ | --------------- |
| Nintendo   | Nintendo 64   | 29 septembrie 1996 | 1,300,000       |
| Nintendo   | Wii           | 19 noiembrie 2006  | 1,060,000       |
| Microsoft  | Xbox 360      | 22 noiembrie 2005  | 870,000         |
| Sony       | PlayStation 3 | 17 noiembrie 2006  | 520,000         |

##### Statele Unite
Date bazate pe statisticile NPD Group:
| Producător | Console              | Lansare           | Console vândute |
| ---------- | -------------------- | ----------------- | --------------- |
| Nintendo   | Nintendo DS          | 21 noiembrie 2004 | 47 milioane     |
| Nintendo   | Wii                  | 19 noiembrie 2006 | 45.4 milioane   |
| Sony       | PlayStation 2        | 26 octombrie 2000 | 41.12 milioane  |
| Sega       | Genesis              | 14 august 1989    | 22 milioane     |
| Microsoft  | Xbox 360             | 22 noiembrie 2005 | 11.6 milioane   |
| Sony       | PlayStation Portable | 24 martie 2005    | 11.56 milioane  |
| Sony       | PlayStation 3        | 17 noiembrie 2006 | 5.7 milioane    |
| NEC        | TurboGrafx-16        | 29 august 1989    | 2.5 milioane    |
| Sega       | Master System        | iunie 1986        | 2 milioane      |
| Atari      | Atari 7800           | ianuarie 1986     | 2 milioane      |
| Sega       | Saturn               | 11 mai 1995       | 2 milioane      |

### Asia
| Producător | Console                   | Lansare           | Console vândute |
| ---------- | ------------------------- | ----------------- | --------------- |
| Sony       | PlayStation 2             | 4 martie 2000     | 25.42 milioane  |
| Sony       | PlayStation               | 4decembrie 1994   | 21.59 milioane  |
| NEC        | PC Engine (TurboGrafx-16) | 30 octombrie 1987 | 7.5 milioane    |

#### Japonia
| Producător | Console                                | Lansare            | Console vândute |
| ---------- | -------------------------------------- | ------------------ | --------------- |
| Nintendo   | Nintendo DS                            | 2 decembrie 2004   | 32,990,000      |
| Nintendo   | Game Boy and Game Boy Color            | 21 aprilie 1989    | 32,470,000      |
| Sony       | PlayStation 2                          | 4 martie 2000      | 21,454,325      |
| Nintendo   | Nintendo Family Computer (Famicom/NES) | 15 iulie 1983      | 19,350,000      |
| Nintendo   | Super Famicom (SNES)                   | 21 noiembrie 1990  | 17,170,000      |
| Nintendo   | Game Boy Advance                       | 21 februarie 2001  | 16,960,000      |
| Sony       | PlayStation Portable                   | 12 decembrie 2004  | 16,867,853      |
| Nintendo   | Game & Watch                           | 1980 - 1991        | 12,870,000      |
| Nintendo   | Wii                                    | 19 noiembrie 2006  | 12,730,000      |
| Nintendo   | Nintendo 3DS                           | 26 februarie 2011  | 12,180,000      |
| Sony       | PlayStation 3                          | 11 noiembrie 2006  | 6,341,950       |
| Nintendo   | Nintendo 64                            | 23 iunie 1996      | 5,540,000       |
| Nintendo   | GameCube                               | 14 septembrie 2001 | 4,040,000       |
| Sega       | Genesis                                | 29 octombrie 1988  | 3,580,000       |
| Microsoft  | Xbox 360                               | 10 decembrie 2005  | 1,448,665       |
| Nintendo   | Wii U                                  | 8 decembrie 2012   | 1,010,000       |
| Sega       | Sega Mark III (Master System)          | 20 octombrie 1985  | 1,000,000       |

### Orientul Mijlociu
| Producător | Console              | Lansare           | Console vândute |
| ---------- | -------------------- | ----------------- | --------------- |
| Sony       | PlayStation 2        | 2003              | 5.2 milioane    |
| Sony       | PlayStation Portable | 1 septembrie 2005 | 5.2 milioane    |
| Nintendo   | Nintendo DS          | 2005              | 850,000         |

### Europa
| Producător | Console       | Lansare            | Console vândute |
| ---------- | ------------- | ------------------ | --------------- |
| Sony       | PlayStation 2 | 24 noiembrie 2000  | 48 milioane     |
| Sony       | PlayStation   | 29 septembrie 1995 | 40.12 milioane  |

#### Europa de Vest
| Producător | Console       | Lansare           | Console vândute |
| ---------- | ------------- | ----------------- | --------------- |
| Sega       | Genesis       | 30 noiembrie 1990 | 8 milioane      |
| Sega       | Master System | September 1987    | 6.8 milioane    |

##### Germania
| Producător | Console       | Lansare           | Console vândute |
| ---------- | ------------- | ----------------- | --------------- |
| Sega       | Genesis       | 30 noiembrie 1990 | 800,000         |
| Sega       | Master System | September 1987    | 500,000         |
| Atari      | Atari 2600    | 1978              | 450,000         |

##### Regatul Unit
Conform datelor GfK Chart-Track, din 3 ianuarie 2009:
| Producător | Console              | Lansare           | Console vândute |
| ---------- | -------------------- | ----------------- | --------------- |
| Nintendo   | Nintendo DS          | 11 martie 2005    | 8.8 milioane    |
| Nintendo   | Wii                  | 8 decembrie 2006  | 4.9 milioane    |
| Microsoft  | Xbox 360             | 2 decembrie 2005  | 3.2 milioane    |
| Sony       | PlayStation Portable | 1 septembrie 2005 | 3,2 milioane    |
| Sony       | PlayStation 3        | 23 martie 2007    | 1,9 milioane    |